# Toszczyca (stacja kolejowa)
Toszczyca (biał. Тошчыца; ros. Тощица) – stacja kolejowa w miejscowości Toszczyca, w rejonie bychowskim, w obwodzie mohylewskim, na Białorusi. Położona jest na linii Orsza - Mohylew - Żłobin.
Stacja istniała przed II wojną światową. 5 września 1943 miał tu miejsce udany atak partyzantów na niemiecki garnizon ochraniający stację.